# Tage Sundkvist
Karl Rickard Tage Sundkvist (i riksdagen kallad Sundkvist i Katrineholm), född 25 januari 1925 i Floda församling i Södermanlands län, död 5 november 2008 i Västra Vingåkers församling i Södermanlands län, var en svensk lantbrukare, politiker (c) och ämbetsman. 
Sundkvist var riksdagsledamot 1965–1985. Han utsågs till riksgäldsfullmäktig 1979.